# 圣艾智德堂 (曼托瓦)
圣艾智德堂（Chiesa di Sant'Egidio）位于意大利曼托瓦历史中心的皮特罗·弗蒂尼街。此处在9世纪已有一座教堂，但是1151年才见于文献记载--教宗恩仁三世的诏书。1540年，根据贡扎加公爵的朝臣瓦伦特·瓦伦蒂的遗愿，兴建了瓦伦蒂小堂。该堂于1721年进行重建，目前的立面可追溯到这时。1777年，路易吉·瓦伦蒂·贡扎加枢机重建了家族小堂。
内部，主要是半圆形后殿，包括下列画作：
- Martyrdom of St Vincenzo Levita (1776), 朱塞佩·博塔尼
- Martyrdom of St Vincenzo Ferrer (1773), 乔瓦尼·博塔尼
- 《玫瑰圣母》 (1777), 温琴佐·博罗尼
- 祭台画《Charity of St Guerrino》(1736-1742)，乔瓦尼 Cadioli
- 祭台画《圣母子、圣多明我和真福亚赛娜》(1593),特奥多罗·格希西